# Pumpkin (film, 2002)
Pour les articles homonymes, voir Pumpkin.
Pour plus de détails, voir Fiche technique et Distribution.
Pumpkin est un film américain réalisé par Anthony Abrams et Adam Larson Border, sorti en salles en 2002 au cinéma.

## Synopsis
Carolyn McDuffy est une jeune femme très populaire parmi ses camarades de l’université de Californie où elle étudie.
Afin de décrocher le titre très convoité de sororité de l’année, elle se laisse convaincre par ses sœurs de fraternité étudiante, les Alpha Omega Pi, de participer au parrainage d’athlètes handicapés. Elle devient ainsi la marraine de Pumpkin Romanoff qui tombe immédiatement amoureux d’elle.
Carolyn, bouleversée dans un premier temps par sa rencontre avec quelqu’un de si différent dans bien des aspects des gens qu’elle côtoie habituellement, finit par tomber amoureuse de Pumpkin, au grand dam de ses camarades, de son petit ami et de la mère de Pumpkin.

## Fiche technique
- Titre : Pumpkin
- Réalisation : Anthony Abrams et Adam Larson Border
- Scénario : Adam Larson Border
- Producteurs : Karen Barber, Albert Berger, Francis Ford Coppola (producteur exécutif), Willi Bär (producteur exécutif), Melanie Backer (co-productrice), Christina Ricci, Andrea Sperling, Ron Yerxa
- Image : Tim Suhrstedt (en)
- Montage : Richard Halsey et Sloane Klevin
- Décors : Richard Sherman
- Costumes : Edi Giguere
- Musique : John Ottman
- Box-office  États-Unis : 308,552 $ [1]
- Dates et lieu de tournage : du 14 octobre à décembre 2000 dans l'État de Californie
- Sociétés de production : American Zoetrope, Bona Fide Productions, Pumpkin Productions LLC et United Artists
- Sociétés de distribution : Capitol Films  (non-USA), MGM Home Entertainment (États-Unis) (DVD), MGM/UA Distribution Company et United Artists
- Genre : Comédie dramatique
- Pays :  États-Unis
- Durée : 113 minutes
- Date de sortie en salles : 28 juin 2002 (États-Unis) (limité)

## Distribution
- Christina Ricci : Carolyn McDuffy
- Hank Harris : Pumpkin Romanoff
- Brenda Blethyn : Judy Romanoff
- Dominique Swain : Jeanine Kryszinsky
- Marisa Coughlan : Julie Thurber
- Samuel Ball : Kent Woodlands
- Harry Lennix : Robert Meary, le professeur de poésie
- Nina Foch : Betsy Collander
- Caroline Aaron : Claudia Prinsinger
- Lisa Banes : Chippy McDuffy
- Julio Oscar Mechoso : Dr Frederico Cruz
- Phil Reeves :  Burt Wohlfert
- Marisa Petroro : Courtney Burke
- Tait Smith : Hansie Prinsinger
- Michael Bacall : Casey Whitner
- Erinn Bartlett : Corinne
- Michelle Krusiec : Anne Chung
- Melissa McCarthy : Cici Pinkus
- Amy Adams : Alex
- Ginny Schreiber : Diana
- Shaun Weiss : Randy Suskind
- Julia Vera : Ramona Ramirez
- Shane Johnson : Jeremy
- Elsie Escobar : Sascha Santiago
- John Henry Binder : Newscaster
- Margaret Travolta : Vera Whitner
- Paul Michael Bloodgood : Le fan de tennis
- Lawrence R. Coddens : Un client
- David Gibbs : Todd Ridgeway